# César Vital Moreira
César Vital Moreira ist ein osttimoresischer Politiker. Zunächst war er Mitglied der linksgerichteten FRETILIN, verließ sie aber 2011 als Teil der Reformbewegung Frenti-Mudança (FM).
Auf Listenplatz 7 zog Moreira bei den Wahlen am 30. August 2001 für die FRETILIN in die verfassunggebende Versammlung ein, wechselte aber am 20. September 2001 in die II. Übergangsregierung unter der UN-Verwaltung als Minister für Wasser und staatliche Bauvorhaben. Mit der Entlassung Osttimors in die Unabhängigkeit am 20. Mai 2002 erhielt Moreira als Vizeminister die Zuständigkeit für Verkehr, Kommunikation und staatliche Bauvorhaben. Mit der Regierungsumbildung am 26. Juli 2005 musste Moreira sein Amt aber abgeben.
Er schloss sich der Reformbewegung FRETILIN Mudança an, die sich schließlich als Frenti-Mudança von der FRETILIN abspaltete. Von 2012 bis 2017 war die FM an der Regierung beteiligt. Moreira übernahm kein Regierungsamt mehr, war aber im April 2016 Interims-Generalsekretär der FM.